# Dervish
För de muslimska munkarna, se Dervisch.
Dervish är en irländsk folkmusikgrupp bildad 1989. Bandmedlemmarna är Cathy Jordan, Brian McDonagh, Liam Kelly, Tom Morrow, Shane Mitchell och Michael Holmes.
De representerade Irland med låten "They Can't Stop the Spring" i Eurovision Song Contest 2007 i Helsingfors, där de kom sist. 

## Medlemmar
- Catherine "Cathy" Jordan – sång, bodhrán, snatterpinnar
- Brian McDonagh – mandola
- Thomas "Tom" Morrow – fiol
- Michael Holmes – bouzouki
- Shane Mitchell – dragspel
- Liam Kelly – flöjt, tin whistle

## Diskografi
- 1989 – The Boys of Sligo
- 1993 – Harmony Hill
- 1995 – Playing With Fire
- 1996 – End of the Day
- 1997 – Live In Palma
- 1999 – MidSummer Nights
- 2001 – Decade
- 2003 – Spirit
- 2005 – A Healing Heart
- 2007 – Travelling Show
- 2010 – From Stage to Stage
- 2013 – The Thrush in the Storm